# Niewinni czarodzieje
Niewinni czarodzieje – polski czarno-biały melodramat filmowy z 1960 w reżyserii Andrzeja Wajdy, do którego scenariusz napisali Jerzy Andrzejewski i Jerzy Skolimowski. Bohaterem filmu jest młody lekarz Bazyli (Tadeusz Łomnicki), który nawiązuje przygodną znajomość z Pelagią (Krystyna Stypułkowska).
Po niepowodzeniu Lotnej (1959) Wajda planował nakręcenie filmu bliższego współczesnym mu realiom. Znaczna część scenariusza została napisana przez Skolimowskiego, który zagrał drobną rolę boksera. Muzykę jazzową do filmu skomponował Krzysztof Komeda. Po premierze Niewinni czarodzieje spotkali się z krytyką zarówno ze strony ówczesnych władz komunistycznych, jak i Kościoła katolickiego. Z czasem jednak dostrzeżono w filmie jeden z pierwszych akordów trzeciej fali kina polskiego oraz zapowiedź późniejszej kariery reżyserskiej Skolimowskiego. Do Niewinnych czarodziei porównywano też film Michała Marczaka Wszystkie nieprzespane noce (2016), podobny tematycznie portret współczesnej młodzieży.

## Fabuła
Bazyli, młody lekarz o blond włosach, umywszy się, odsłuchuje na taśmie swoje rozmowy z przygodnie poznanymi dziewczętami. Kiedy czyta „Przekrój”, nadchodzą jego koledzy. Ci podwożą go samochodem marki Warszawa pod Halę Mirowską (Gwardii), gdzie Bazyli kwalifikuje zawodników do udziału w turnieju bokserskim. Natomiast wieczorem gra na perkusji w zespole jazzowym, w którym występuje między innymi Krzysztof Komeda. Z nowo poznaną dziewczyną, Pelagią, wyrusza na nocny spacer po mieście, a późną nocą oboje trafiają do jego mieszkania i spisują „umowę” poświęconą ich przyszłej znajomości, gawędzą, uprawiają swoistą grę towarzyską, a w końcu zasypiają na osobnych łóżkach.
Niespodziewanie koledzy z zespołu jazzowego budzą Bazylego, aby wyszedł na zewnątrz. Przywitawszy się z nimi, odjeżdża na skuterze, zostawiając w mieszkaniu Pelagię. Kiedy wraca do apartamentu, już jej nie zastaje. Poszukując swojej nowo poznanej dziewczyny, przyjeżdża ponownie pod Halę Mirowską, gdzie zapytuje swojego kolegę Edmunda o losy obiektu swoich zalotów. Nagle atakuje go bokser, który ma żal do lekarza o to, że ten nie pozwolił mu startować w turnieju. Bazyli jednak go pokonuje, po czym powoli wraca do swojego mieszkania.
Na miejscu ze zdumieniem Bazyli dostrzega Pelagię, która oferuje mu herbatę. Oboje zachowują się, jakby nic poważnego się nie zdarzyło. Na koniec Pelagia, wypiwszy filiżankę herbaty, zbiera się do wyjścia. Bazyli jej nie powstrzymuje. Jednak w ostatnim ujęciu filmu Pelagia powraca do mieszkania Bazylego, co zapowiada bardziej zażyły związek.

## Obsada
Źródło: FilmPolski.pl

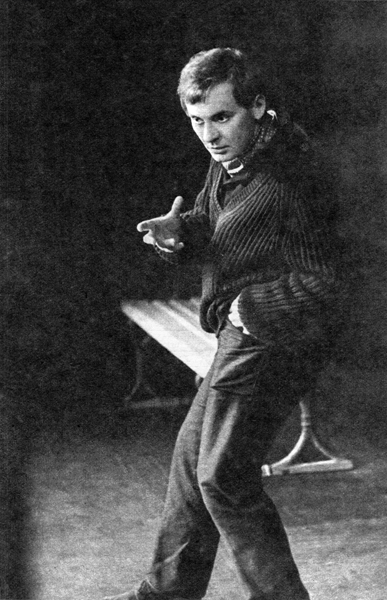
Tadeusz Łomnicki, odtwórca roli Bazylego

- Tadeusz Łomnicki – Andrzej „Bazyli”[9]
- Krystyna Stypułkowska – Magda „Pelagia”[11]
- Wanda Koczeska – Mirka
- Kalina Jędrusik – dziennikarka
- Teresa Szmigielówna – pielęgniarka Teresa
- Zbigniew Cybulski – Edmund
- Roman Polański – Dudek
- Andrzej Nowakowski – muzyk
- Andrzej Gawroński – widz w klubie jazzowym
- Marian Kociniak – widz na koncercie jazzowym
- Krzysztof Komeda – on sam
- Sława Przybylska – piosenkarka
- Jerzy Skolimowski – bokser
- Andrzej Trzaskowski – on sam

## Produkcja

### Prace przygotowawcze

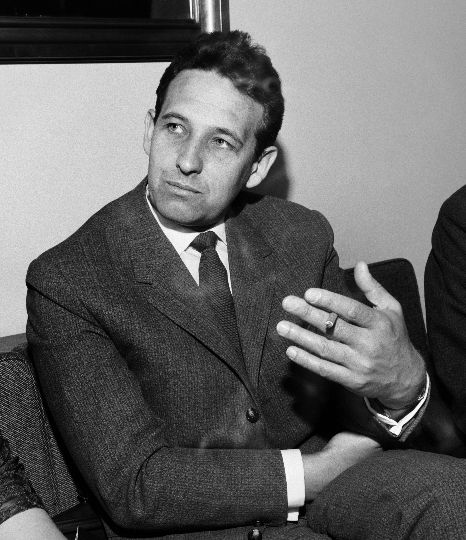
Andrzej Wajda, reżyser filmu

Po niepowodzeniu Lotnej (1959) Andrzej Wajda zamierzał zrealizować film poświęcony tematyce współczesnej, który po latach osobiście oceniał jako jedno ze swoich „najbardziej obojętnych politycznie” dzieł. Impulsem do stworzenia Niewinnych czarodziejów był gwałtowny rozwój kultury jazzowej, przede wszystkim działalność grupy Melomani pod przywództwem Krzysztofa Komedy. Scenariusz do Niewinnych czarodziejów napisali Jerzy Andrzejewski oraz Jerzy Skolimowski, którzy byli dobrze obeznani z życiem młodzieży zafascynowanej jazzem. Celem Andrzejewskiego było ukazanie rodzącego się zjawiska „społecznego egoizmu” wśród młodzieży. Tytuł filmu Andrzejewski zapożyczył z fragmentu I części Dziadów Adama Mickiewicza:

Mędrce dawnych wieków
Zamykali się szukać skarbów albo leków
I trucizn – my niewinni młodzi czarodzieje
Szukajmy ich, by otruć własne swe nadzieje.

Andrzejewski odpowiadał przede wszystkim za dialogi do filmu, które żona Komedy, Zofia Komedowa, oceniała z perspektywy lat jako „sztuczne. Nadęte jakimś takim pseudopoetyckim patosem. Nigdy nie mówiliśmy takim językiem. Byliśmy naturalnie szczerzy i prości. Jak jazz, o ile się go rozumie”. Resztą scenariusza zajął się Skolimowski, który zarzucał Wajdzie i Andrzejewskiemu nieprawdziwe przedstawienie młodych ludzi: „Musi być boks, musi być jazz, musi być fajny facet, który ma skuter i spotyka fajne dziewczyny, udaje mu się albo nie i do tego ma czasem refleksje”. Andrzejewski i Skolimowski pracowali nad scenariuszem przez dwa tygodnie. 5 maja 1959 odbyło się posiedzenie Komisji Ocen Scenariuszy prowadzone przez wiceministra kultury i sztuki Tadeusza Zaorskiego, na którym dyrektor artystyczny Zespołu Filmowego „Kadr”, Tadeusz Konwicki, osobiście poparł projekt, przekonując pełnego sceptycyzmu Zaorskiego do udzielenia zgody na rozpoczęcie produkcji. Aleksander Ścibor-Rylski również wyrażał entuzjazm wobec projektu, twierdząc, że „ten film jest potrzebny młodym ludziom, bo pokazuje niebezpieczeństwo, jakim jest maska”.

### Obsada i zdjęcia

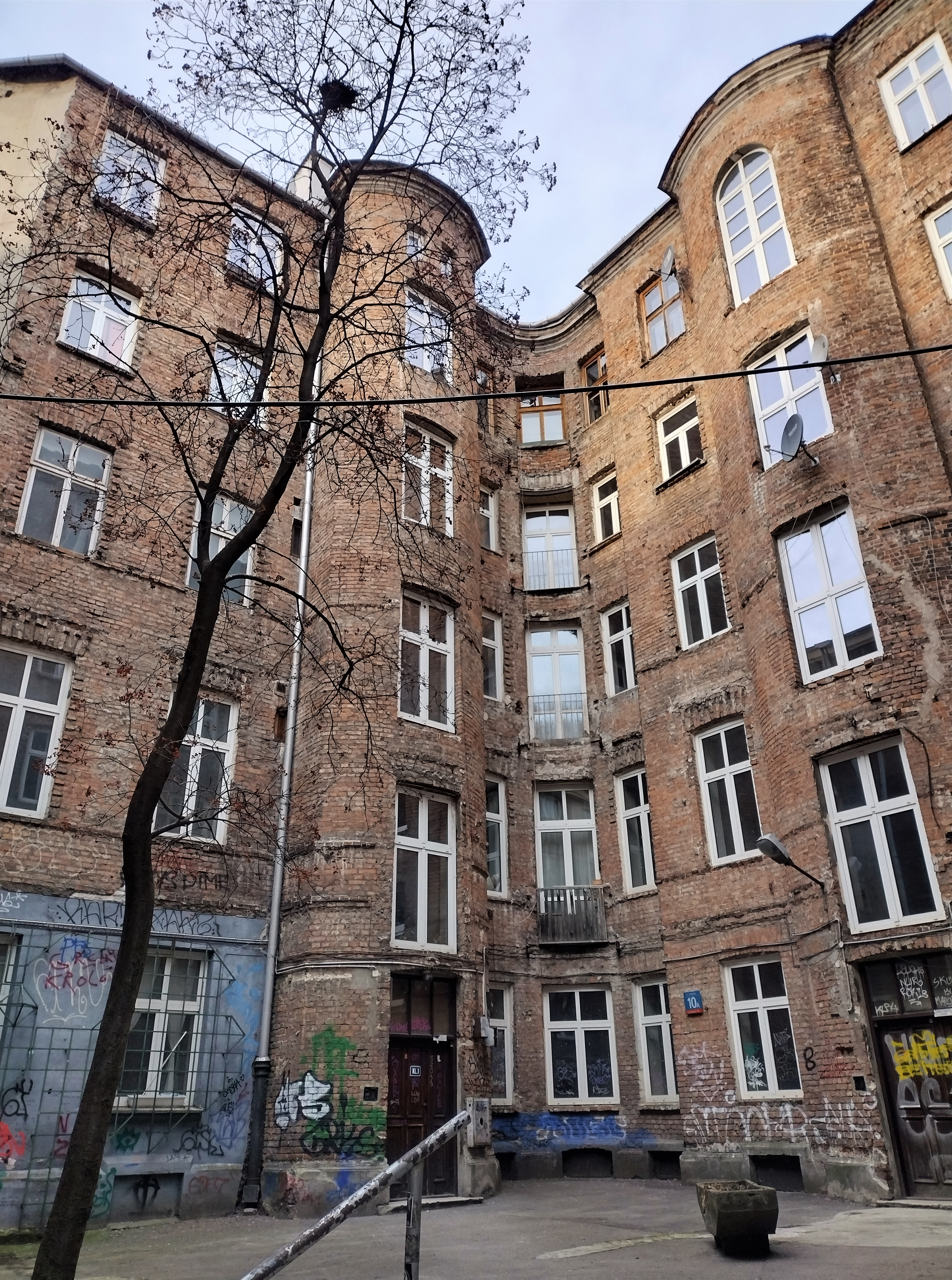
Kamienica przy ulicy Chmielnej 10A – filmowy dom głównego bohatera

Dla samego reżysera, nieobeznanego z życiem towarzyskim i nieporadnego w obserwacji „codziennych przemian obyczajowych”, realizacja Niewinnych czarodziejów nastręczała sporych trudności. Wajda do roli głównego bohatera wybrał Tadeusza Łomnickiego, mając w pamięci długoletnią współpracę z aktorem. Łomnicki starał się upodobnić pod względem wyglądu do Krzysztofa Komedy, rozjaśniając swe włosy oraz zmieniając fryzurę. Ponadto nauczył się wykonywania solówki na perkusji, którą faktycznie grał osobiście w trakcie filmowego koncertu jazzowego, a także przygotował swe kwestie dialogowe na długo przed okresem zdjęciowym. Łomnicki odegrał jednak zdaniem Wajdy film, „jakby to była sztuka teatralna”. Rolę Pelagii powierzono Krystynie Stypułkowskiej, która za zgodą Wajdy zmieniła część swoich kwestii: „W scenariuszu dziewczyna była dość antypatyczna. Bez przerwy wrzeszczała, krzyczała, była bardzo agresywna. Mnie to nie leżało” – wspominała .
Wajda później żałował, że w głównych rolach obsadził Łomnickiego i Stypułkowską, a nie Elżbietę Czyżewską oraz samego Skolimowskiego. Temu ostatniemu przypadła drobna rólka boksera, z której Skolimowski wywiązał się nader rygorystycznie – scena walki bokserskiej z udziałem przyszłego twórcy Rysopisu (1964) nie była symulowana, a z łuku brwiowego Skolimowskiego płynęła autentyczna krew. Swą obecność zaznaczyli również Zbigniew Cybulski, Roman Polański jako szef zespołu jazzowego oraz sam Komeda, który skomponował muzykę do filmu. Jako plenery do realizacji filmu posłużyły głównie obiekty w Warszawie: Torwar, podwórko przy ulicy Chmielnej 10, Rynek Starego Miasta, Plac Konstytucji, ulica Górskiego, Hala Mirowska Wschodnia oraz Dworzec PKP Śródmieście. Zdjęcia zrealizowano latem 1959. Na kolaudacji komisja zażądała jednak usunięcia pesymistycznego zakończenia, w którym Bazyli i Pelagia na zawsze się rozstawali. Dopiero po uwzględnieniu uwag komisji film został skierowany do dystrybucji 17 grudnia 1960.

## Odbiór

### Recepcja krytyczna
Niewinni czarodzieje spotkali się z mieszanymi recenzjami krytyków w Polsce. Zajadły atak na dzieło Wajdy, Skolimowskiego i Andrzejewskiego przypuścił Janusz Wilhelmi z „Trybuny Ludu”, zarzucając twórcom portretowanie „istot nader ograniczonych, bez realnych ludzkich pasji i realnych ludzkich zainteresowań” oraz promowanie wartości znajdujących się w kategoriach „społecznej szkodliwości”. Jerzy Płażewski, pisząc dla „Przeglądu Kulturalnego”, wyraził bardziej zdystansowaną opinię. Zdaniem Płażewskiego Wajda, „porzuciwszy z pokorą pozycję stwórcy-demiurga, wcale nie udaje, że jest mądrzejszy od swoich postaci”, a sam film – porównany przez krytyka do filmów Federica Felliniego – „wyrósł z litości” dla bohaterów. Stefan Morawski w recenzji dla pisma „Ekran” uznał film za „społecznie użyteczny”, ukazujący „bankructwo reprezentowanej tu postawy życiowej”, aczkolwiek krytykował zakończenie, które osłabiało oskarżycielską wymowę filmu.
O ile w polskich recenzjach zwracano uwagę na krytyczny portret młodzieży, o tyle inaczej Niewinni czarodzieje zostali przyjęci za granicą. Robert Vas z brytyjskiego „Sight & Sound” stwierdził, że reżyser portretuje swoich bohaterów „jako sympatycznych i niewinnych, jako zbuntowane ofiary światowego klimatu przesyconego strachem i nihilizmem”. Anonimowy recenzent włoskiego „Il Globo” zarzucał wprawdzie filmowi brak oryginalności, jednak zauważał, że sposób opowiadania o zwykłych ludziach „w krajach zza żelaznej kurtyny” był dotąd rzadko spotykany. Pierre Lefebur w recenzji dla belgijskiej „La Cité” docenił grę aktorów i inscenizację, konstatując, że Niewinni czarodzieje są „bardziej przekonywający, nawet bardziej olśniewający niż bezładne szkice młodych realizatorów paryskich”. Louis Seguin pisał dla pisma „Positif”, iż „oglądając Niewinnych czarodziejów, otrzymacie lekcję kina”.
Niewinni czarodzieje spotkali się z potępieniem ze strony Kościoła katolickiego. Wajda w styczniu 1961 otrzymał list od Wydziału Pomocy Duszpasterskich archidiecezji warszawskiej. Zwracano w nim uwagę, iż film „odsłaniając problem, okazuje swą zupełną bezradność, gdy chodzi o praktyczne wychowawcze wskazania”, a w konsekwencji „wydaje się zupełnie nieodpowiedni dla młodzieży, jaką ukazuje”. Przede wszystkim jednak Niewinni czarodzieje zostali skrytykowani przez władze komunistyczne jako film „apoteozujący brak wszelkich zdrowych ambicji i celów”, co stanowiło dla Wajdy jasny komunikat, że – jak pisał Sebastian Jagielski – „tą drogą daleko się nie zajdzie”. Sam Wajda był niezadowolony ze swego filmu, twierdząc: „Ślepo podążałem za scenariuszem i to się na mnie zemściło. Może trzeba było to zrobić jednak bardziej dokumentalnie, być może bohaterowie powinni być młodsi, bardziej dynamiczni” .

### Ocena po latach
W późniejszych analizach filmowych próbowano łączyć Niewinnych czarodziejów z hipotetycznym zjawiskiem „polskiej Nowej Fali” (trzeciej fali), o którym miała świadczyć nie tyle wspólnota pokoleniowa Wajdy, Skolimowskiego i Polańskiego, ile motyw miłosnej inicjacji młodzieży oraz zupełne pominięcie w tych filmach tematyki wojennej, charakterystycznej dla polskiej szkoły filmowej. Film Wajdy, Andrzejewskiego i Skolimowskiego porównywano również do znacznie późniejszego dzieła Michała Marczaka Wszystkie nieprzespane noce (2016), które oferowało podobny portret młodego pokolenia. Adam Garbicz ocenił Niewinnych czarodziei jako film „znakomicie niesiony swoistym dialogiem, […] w kinie polskim najbliższy stylistycznie nouvelle vague”. Zdaniem Jerzego Płażewskiego „efektowna reżyseria Wajdy z wdziękiem oscylowała między subtelną drwiną z bohaterów a serdecznym dla nich współczuciem”. Tadeusz Lubelski stwierdzał, że pomimo narzuconego happy endu film wciąż „funkcjonuje jako świadectwo obyczajowe tamtej epoki”.

### Nagrody i festiwale
Pomimo skrajnie różnych recenzji Niewinni czarodzieje zdobyli dyplom na Międzynarodowym Festiwalu Filmowym w Edynburgu w 1961. Martin Scorsese uznał film za jedno z arcydzieł polskiej kinematografii i w 2014 wytypował go do prezentacji w Stanach Zjednoczonych oraz Kanadzie w ramach festiwalu polskich filmów Martin Scorsese Presents: Masterpieces of Polish Cinema.

## Spuścizna
Celebryta dziennikarstwa Kuba Wojewódzki oraz restaurator Józef Krawczyk uruchomili w lipcu 2019 projekt sieci klubo-restauracji „Niewinni czarodzieje 2.0”. Inspiracją dla właścicieli był właśnie:„najbardziej nie-Wajdowski film Andrzeja Wajdy pt. Niewinni czarodzieje. Opowieść nieoczywista o przyjaciołach, dobrej muzyce i nocnym życiu w jej rytm”. W karcie dań pojawiają się cytaty z filmu. Pierwsza restauracja w ramach sieci powstała przy odrestaurowanej Elektrowni Powiśle, a następne – na ulicy Złotej w Warszawie oraz we Wrocławiu. W styczniu 2021 Wojewódzki ogłosił wycofanie się z projektu „NC 2.0” i otwarcie nowej autorskiej sieci klubo-restauracji „Niewinni Czarodzieje Trzy Zero” wraz z Dawidem Kwidzyńskim. Pierwszy lokal sieci powstał w Gdyni, przy Gdyńskiej Szkole Filmowej, w pobliżu alei Andrzeja Wajdy.